# Cieneguitas de Mariana
Cieneguitas de Mariana är en ort i Mexiko.   Den ligger i kommunen Fresnillo och delstaten Zacatecas, i den centrala delen av landet, 600 km nordväst om huvudstaden Mexico City. Cieneguitas de Mariana ligger 2 073 meter över havet och antalet invånare är 224.
Terrängen runt Cieneguitas de Mariana är platt åt sydost, men åt nordväst är den kuperad. Runt Cieneguitas de Mariana är det ganska glesbefolkat, med 38 invånare per kvadratkilometer. Närmaste större samhälle är Colonia Montemariana, 5,0 km nordväst om Cieneguitas de Mariana. Omgivningarna runt Cieneguitas de Mariana är i huvudsak ett öppet busklandskap.